# اباوالا
اباوالا (به لاتین: Ebbawala) یک منطقهٔ مسکونی در سری‌لانکا است که در استان مرکزی (سری‌لانکا) واقع شده‌است.